# Lijst van Deense ringwegen
De Deense ringwegen (Deens: Ringvej) vormen een wegnummeringslaag in Denemarken. Deze wegen worden aangegeven met een geel wegschildje met zwarte letters. Als prefix wordt de letter 'O' gebruikt. De ringwegen zijn per stad genummerd. Een bepaald nummer kan dus in meerdere steden voorkomen. Ringwegen worden vanaf het centrum naar de buitenwijken genummerd. De O1 ligt dus het dichtst bij het centrum en de O4 het verste ervan af.
Het begrip Ringvej staat overigens los van het begrip Motorring. Op dit moment zijn er twee motorringen (autosnelwegringen): de Motorring 3 en Motorring 4. Dit zijn beide ringwegen van Kopenhagen. De Motorring 4 loopt toevallig over een deel van de O4, maar de Motorring 3 is een geheel andere weg dan de O3.

## Ringvej
| Nummer | Stad       | Regio           | Volledige ringweg | Opmerkingen                      |
| ------ | ---------- | --------------- | ----------------- | -------------------------------- |
| O2     | Aalborg    | Noord-Jutland   | Ja                |                                  |
| O1     | Aarhus     | Midden-Jutland  | Ja                |                                  |
| O2     | Aarhus     | Midden-Jutland  | Nee               |                                  |
| O2     | Helsingør  | Hoofdstad       | Nee               |                                  |
| O3     | Helsingør  | Hoofdstad       | Nee               |                                  |
| O2     | Hillerød   | Hoofdstad       | Ja                | Deels uitgebouwd tot autoweg     |
| O2     | Kopenhagen | Hoofdstad       | Ja                | Binnenring van Kopenhagen        |
| O3     | Kopenhagen | Hoofdstad       | Nee               |                                  |
| O4     | Kopenhagen | Hoofdstad       | Nee               | Deels uitgebouwd tot Motorring 4 |
| O2     | Odense     | Zuid-Denemarken | Nee               |                                  |
| O3     | Odense     | Zuid-Denemarken | Nee               |                                  |
| O1     | Roskilde   | Seeland         | Ja                |                                  |
| O2     | Roskilde   | Seeland         | Nee               |                                  |

## Motorring
Een motorring is een ringweg die is uitgebouwd tot autosnelweg. Alle motorringen lopen om de hoofdstad Kopenhagen. De nummering staat los van de nummering van de normale ringwegen.
| Naam        | Wegummers | Administratief nummer | Regio     | Lengte |
| ----------- | --------- | --------------------- | --------- | ------ |
| Motorring 3 |           | M3                    | Hoofdstad | 15 km  |
| Motorring 4 | O4        | M4, M6, M11           | Hoofdstad | 18 km  |